# 1.000.000 (cântec)
"1.000.000" este cel de-al treilea single internațional al artistei Alexandra Stan, de pe albumul de debut Saxobeats, interpretat împreună cu rapper-ul german Carlprit. În România, single-ul s-a oprit pe poziția a treisprezecea după optsprezece săptămâni în Romanian Top 100, piesa fiind trimisă apoi și la posturi de radio importante din Belgia și Franța.

## Videclip
Videoclipul pentru acest single a fost filmat în România, regizor fiind Iulian Moga. După cum spune și Alexandra Stan într-un interviu, videoclipul a fost unul de imagine, combinând stilul glamour cu cel urban. A fost lansat pe 22 decembrie 2012, strângând un număr de peste 9.000.000 de vizualizări pe YouTube.

## Track listings
| UK Digital EP |                                                   |         |  |
| Nr.           | Titlu                                             | Lungime |  |
| 1.            | „One Million” (featuring Carlprit; Album Version) | 3:20    |  |

| UK CD Single |                                            |         |  |
| Nr.          | Titlu                                      | Lungime |  |
| 1.           | „One Million” (featuring Carlprit UK Edit) | 2:28    |  |
| 2.           | „One Million” (Maan Studio Remix)          | 4:30    |  |
| 3.           | „One Million” (Rico Bernasconi Remix)      | 5:30    |  |
| 4.           | „One Million” (Westfunk & DS Radio Edit)   | 2:37    |  |
| 5.           | „One Million” (Westfunk & DS Club Mix)     | 4:26    |  |
| 6.           | „One Million” (Westfunk & DS Instrumental) |         |  |

## Topuri
| Grafic (2011-2012)         | Poziția |
| -------------------------- | ------- |
| Israel (Media Forest)      | 10      |
| Italia (FIMI)              | 37      |
| România (Romanian Top 100) | 13      |
| Spania (PROMUSICAE)        | 21      |

## Lansările
| Țara    | Data            | Format           | Casă discuri |
| ------- | --------------- | ---------------- | ------------ |
| România | 6 Decemberv2011 | Digital download | MAAN Music   |